# Булычёв, Николай Сазонович
Никола́й Сазо́нович Булычёв (11 марта 1918 года, дер. Снятинка Переславского уезда Владимирской губернии — 14 августа 2000 года, Москва) — советский дипломат, Чрезвычайный и Полномочный посланник 1-го класса. Участник Великой Отечественной войны (в 1945 году старший сержант, командир орудия артиллерийского полка). Полный кавалер Ордена Славы.

## Начало биографии
Николай Сазонович Булычёв родился 11 марта 1918 года в деревне Снятинка Владимирской губернии (ныне в сельском поселении Селковское Сергиево-Посадского района Московской области) в крестьянской семье. После окончания семилетней школы работал термистом-инструментальщиком на Краснозаводском химическом заводе.

## Военная служба

Могила Булычёва на Троекуровском кладбище Москвы.

В 1938 году был призван в РККА. Начинал службу матросом Тихоокеанского флота на батарее береговой охраны.
Принял участие в боевых действиях Великой Отечественной войны, начиная со Сталинградской битвы. Николай Булычёв был назначен командиром расчёта 45-миллиметровой пушки противотанкового взвода 88-го гвардейского стрелкового полка 33-й гвардейской стрелковой дивизии и сразу же попал в тяжёлые бои в районе Котельниково в декабре 1942 года. В первом же бою погиб расчёт орудия, Николай получил ранение, но продолжал в одиночку вести огонь из пушки до последнего снаряда.
Дальнейший боевой путь Николая Сазоновича Булычёва проходил в составе войск Южного фронта — освобождение Ростова-на-Дону, Таганрога, городов и сёл Донбасса, форсирование Днепра, освобождение Перекопа, бои в Крыму. Приказом по 10-му гвардейскому стрелковому корпусу от 8 февраля 1944 года старший сержант Булычёв Николай Сазонович был награждён орденом Славы 3-й степени.
Летом 1944 года полк, в котором служил Н. Булычёв, был включён в состав 1-го Белорусского фронта для участия в Белорусской операции. 24 июня 1944 расчёт старшего сержанта Булычёва при прорыве обороны противника у деревни Углы Гомельской области, поддерживая огнём пехотинцев, вывел из строя тягач с орудием, два пулемёта, разрушил блиндаж и уничтожил множество вражеских солдат и офицеров. За этот героический поступок Николай Сазонович был награждён орденом Славы 2-й степени приказом от 15 августа 1944 года.
В феврале 1945 года Николай Булычёв получил орден Красной Звезды за отличие в боях по ликвидации Хейльсбергской группировки в районе города Прейсиш-Эйлау уже в составе войск 3-го Белорусского фронта.
30 апреля 1945 года — день решающего штурма Рейхстага — стал для Николая Сазоновича Булычёва днём ожесточённого сражения его полка с превосходящей группировкой вражеских войск, осуществлявшей прорыв по дороге, ведущей из Куммерсдорфа в Шёнефельд. За мужество и героизм Николай Булычёв был представлен к ордену Славы 1-й степени (указом Президиума Верховного Совета СССР от 27 июня 1945 года), но получил награду только весной 1947 года, уже после излечения от тяжёлых ранений, полученных в том бою.

## После войны
В августе 1945 года Николай Булычёв был демобилизован. Несмотря на полученную инвалидность, работал на московском заводе «Компрессор». Занялся образованием. По рекомендации руководства завода поступил в Высшую школу профсоюзного движения. А впоследствии получил рекомендацию на обучение в Высшей дипломатической школе МИД СССР. Окончил её в 1955 году.

## Дипломатическая служба
С 1955 года Николай Сазонович Булычёв на службе в МИД СССР. Работал в центральном аппарате МИДа, в посольствах СССР в Албании, Йемене, Румынии и Республике Конго. Николаю Сазоновичу Булычёву был присвоен ранг Чрезвычайного и Полномочного посланника 1-го класса. В отставку он вышел в 1988 году с поста Генерального консула в городе Пуэнт-Нуар (Республика Конго).

## На пенсии
После выхода на пенсию Николай Сазонович Булычёв занимался общественной работой, участвовал в деятельности Советского комитета ветеранов войны. В 1995 году был участником юбилейного Парада Победы.
Николай Сазонович Булычёв скончался 14 августа 2000 года. Похоронен на Троекуровском кладбище г. Москвы.

## Награды и почётные звания
- Орден Славы трёх степеней (1944, 1944, 1945);
- Орден Красной Звезды (1945);
- Орден Отечественной войны 1 степени;
- Орден Дружбы народов (1993);
- медали СССР и РФ;
- почётный гражданин города Краснозаводска.

## Память
На Доме культуры города Краснозаводска 16 марта 2001 года открыта памятная доска в честь Н. С. Булычёва, а на Аллее славы города в 2007 году установлен его скульптурный бюст.